# Melany Krywoj
Melany Solange Krywoj (* 27. Februar 1998 in Lobos) ist eine argentinische Tennisspielerin.

## Karriere
Krywoj spielt vor allem auf der ITF Women’s World Tennis Tour, wo sie bislang zwölf Titel im Doppel gewinnen konnte.

### College Tennis
Sie spielte 2019 bis 2023 für die Damentennismannschaft der Lady Bears der Baylor University.

## Turniersiege

### Doppel
| Nr. | Datum            | Turnier         | Kategorie | Belag     | Partnerin             | Finalgegnerinnen                       | Ergebnis          |
| --- | ---------------- | --------------- | --------- | --------- | --------------------- | -------------------------------------- | ----------------- |
| 1.  | 1. Juni 2019     | Cancun          | ITF W15   | Hartplatz | Paula Barañano        | Daria Kuczer Emilie Lindh Gallagher    | 6:2, 6:4          |
| 2.  | 3. August 2019   | Knokke-Heist    | ITF W15   | Sand      | Chelsea Vanhoutte     | Anastassija Pribylowa Anna Pribylowa   | 6:3, 2:6, [12:10] |
| 3.  | 4. Dezember 2021 | Cancún          | ITF W15   | Hartplatz | Alicia Herrero Liñana | Minami Akiyama Miho Kuramochi          | 6:4, 6:2          |
| 4.  | 18. Juni 2022    | Santo Domingo   | ITF W25   | Hartplatz | Alicia Herrero Liñana | Gabriela Knutson Katarína Strešnáková  | 6:2, 6:4          |
| 5.  | 20. August 2022  | Cancun          | ITF W15   | Hartplatz | Paris Corley          | Mao Mushika Mio Mushika                | 7:66, 6:3         |
| 6.  | 9. Dezember 2023 | Mogi das Cruzes | ITF W25   | Sand      | Ana Candiotto         | Nicole Fossa Huergo Justina Mikulskytė | 6:2, 1:6, [10:6]  |
| 7.  | 4. März 2024     | Córdoba         | ITF W15   | Sand      | Alicia Herrero Liñana | Camila Romero Candela Vázquez          | 6:2, 5:7, [10:5]  |
| 8.  | 6. April 2024    | Jackson         | ITF W35   | Sand      | Alicia Herrero Liñana | Victoria Flores Hiroko Kuwata          | 6:3, 2:6, [10:7]  |
| 9.  | 8. Juni 2024     | Sumter          | ITF W75   | Hartplatz | Alicia Herrero Liñana | Sophie Chang Dalayna Hewitt            | 6:3, 6:3          |
| 10. | 22. Juni 2024    | Wichita         | ITF W35   | Hartplatz | Alicia Herrero Liñana | Ashton Bowers Sophia Webster           | 6:3, 6:3          |
| 11. | 20. Juli 2024    | Evansville      | ITF W75   | Hartplatz | Alicia Herrero Liñana | Hiroko Kuwata Sahaja Yamalapalli       | 6:2, 6:0          |
| 12. | 3. August 2024   | Pilar           | ITF W35   | Sand      | Alicia Herrero Liñana | María Paulina Pérez Noelia Zeballos    | 6:1, 6:3          |